# Brokdorf
Brokdorf település Németországban, Schleswig-Holstein tartományban. Lakosainak száma 1025 fő (2023. december 31.).

## Népesség
A település népességének változása:
| Lakosok száma | 766  | 1017 | 981  | 974  | 997  | 1013 | 1025 |
|               | 1975 | 2014 | 2017 | 2019 | 2021 | 2022 | 2023 |